# Tyler Cowen
Tyler Cowen, född 21 januari 1962 i Bergen County i New Jersey, är en amerikansk ekonom, kolumnist och bloggare. Han är professor vid George Mason University, där han innehar Holbert L. Harris-professuren vid ekonomiska institutionen.

## Skribentverksamhet
Tillsammans med Alex Tabarrok är han medförfattare till ekonomibloggen Marginal Revolution och de båda arrangerar också en onlineutbildning med Marginal Revolution University.
Han skriver kolumnen "Economic Scene" för The New York Times och har sedan juli 2016 varit en regelbunden opinionskrönikör på Bloomberg Opinion. Han skriver också för publikationer som The New Republic, The Wall Street Journal, Newsweek och Wilson Quarterly.

## Inflytelserik (enligt rankningar)
Cowen rankades som nummer 72 bland "Top 100 Global Thinkers" 2011 av Foreign Policy Magazine. I en opinionsundersökning bland experter från 2011 av The Economist fanns Cowen med bland de 36 främsta nomineringarna av "vilka ekonomer som varit mest inflytelserika under det senaste decenniet"